# Сейсмічність Марокко
Сейсмічність Марокко — характеризується підвищеною інтенсивністю.

## Загальна характеристика
Територія Марокко, країни яка розташована на крайньому північному заході континенту та відділена Гібралтарською протокою від Європи, входить до сейсмічно активної зони. Загальне сейсмічне тло країни — 6-7 бальне, тобто даний район є одним з сейсмічно небезпечних районів Північної Африки.
Атлаські гори — гірський хребет, що відокремлює узбережжя Середземного моря і Атлантичного океану від пустелі Сахара. Він простягається приблизно на 2500 км через Марокко, Алжир та Туніс. У Риф-Атлаській області широтні і північно-східні розломи пов'язані з розкриттям Атлантичного океану і зануренням Середземного моря. Вони визначають розвиток Приатлантичного перикратонного прогину, авлакогенів Середнього, Високого і Сахарського Атласів. У поєднанні з поперечними розломами вони обумовили розподіл потужності і фацій в палеозої, мезозої і кайнозої, а також розміщення фанерозойських вулканітів і неоген-четвертинних вулканічних центрів (вулканаріїв). Південно-Атласький розлом, що обрамовує з півдня Риф-Атлаську область, в районі м. Агадір характеризується найбільшою сейсмічністю (до 10 балів).

## Землетруси у минулі століття
В період з 1900 по 2023 рік, в Марокко було зареєстровано 29 землетрусів.

## Землетруси XXI століття

### 2016
25 січня, о 05:22 за місцевим часом (06:22 за київським), у Середземному морі біля узбережжя Марокко стався сильно помірний (за шкалою інтенсивності МSK-64) землетрус магнітудою 6,2 балів (за шкалою Ріхтера). Згідно повідомлення Геологічної служби США (USGS), епіцентр землетрусу розташовувався на півночі країни, за 65 км на північний схід від міста Ель-Хосейма. Гіпоцентр землетрусу залягав на глибині 10 км. Дещо пізніше у Середземному морі стався другий землетрус, магнітудою 5,3 балів (за шкалою Ріхтера). Про жертви і руйнування — не повідомлялося.

### 2023
8 вересня в районі гірського хребта Високий Атлас у Марокко стався сильно помірний (за шкалою інтенсивності МSK-64) землетрус. За даними Геологічної служби США (USGS), землетрус, попередньо, мав магнітуду 6,8 балів (за шкалою Ріхтера), поштовхи тривали декілька секунд. Повторний поштовх (афтершок) магнітудою 4,9 балів (за шкалою Ріхтера) стався через 19 хв. Епіцентр землетрусу  знаходився поблизу міста Ігіл у провінції Аль-Хауз, що приблизно за 70 км на південь від міста Марракеш. За повідомленням марокканського державного телеканалу Al Aoula та Міністерства внутрішніх справ Марокко стало відомо, що кількість загиблих унаслідок землетрусу зросла до 1037 чоловік, ще понад тисяча осіб -  зазнали поранень. За уточненими даними, згідно повідомлення CNN, станом на 10 вересня 2023 року, кількість загиблих внаслідок землетрусу в Марокко перевищила 2000 осіб, щонайменше 1404 людини дістали поранення і травми, 721 особа  — перебуває в критичному стані. Однак, вже ввечері 12 вересня 2023 року, Державне телебачення Марокко повідомило, що кількість загиблих зросла до 2862 осіб, 2562 людини отримали поранення. Станом на 14 вересня 2023 року, згідно повідомлення Morocco World News, кількість загиблих зросла до 2946 осіб, поранених — до 5674 осіб. У віддалених населених пунктах тривають пошуки зниклих безвісти. За повідомленням Reuters, це найбільший за понад 60 років землетрус.
Смертоносному землетрусу 8 вересня у Марокко, як повідомляє видання Science Alert, передувала поява загадкових таємничих вогнів у небі - яскраві спалахи світла проносилися нічним небом. Дослідники не можуть з упевненістю пояснити природу цього явища, проте декілька припущень у них все ж таки є. Деякі вчені припускають, що місцевим жителям вдалося спостерігати рідкісне повітряне явище, також відоме як "вогні землетрусу". Про спалахи світла в небі, які пов'язані з підземними поштовхами, зустрічаються записи, які датовані декількома століттями тому. У різних записах очевидці по-різному описують провісників землетрусів: від яскравих секундних спалахів - до хвилинних вогняних куль різного кольору, що з'являються високо і низько в небі.
15 вересня, в Марокко зафіксували новий ледве відчутний (за шкалою інтенсивності МSK-64) землетрус магнітудою 2,9 балів (за шкалою Ріхтера). Згідно повідомлення Європейсько-Середземноморського сейсмологічного центру (EMSC), епіцентр землетрусу знаходився за 22 км від міста Марракеш, його гіпоцентр залягав на глибині 10 км.

### 2025
11 лютого, о 23:48 (за місцевим часом), у північній частині Марокко стався помірний (за шкалою інтенсивності МSK-64) землетрус магнітудою 5,1 балів (за шкалою Ріхтера). За даними Геологічної служби США (USGS), епіцентр підземних поштовхів знаходився на північний схід від міста Ель-Ксар-ель-Кебір, гіпоцентр землетрусу залягав на глибині 10 км. Сейсмічну активність відчули мешканці Рабата та Касабланки.